# T-72AMT主战坦克
T-72AMT主战坦克—T-72A的现代化型号，由乌克兰KBTZ对T-72坦克进行深度现代化改造后诞生，供乌克兰陆军使用。

## 历史
乌克兰于1991年从苏联独立，从苏联军队继承了1000余辆T-64和T-80，1300余辆T-72。独立后，乌克兰军方决定以T-64为主，因为T-64坦克由马雷舍夫工厂生产，因此乌克兰拥有主要部件的生产设施。
另一方面，T-72则被保留为后备武器，一半以上的T-72被销往海外，主要销往处于局部冲突的国家。
然而，由于俄乌战争期间乌克兰军队损失了坦克和装甲兵力，乌克兰军方决定对封存的T-72进行翻新，将其恢复现役。
乌克兰的T-72坦克的现代化项目由KBTZ实施，并于2018年开始测试。
2020-2021年期间，一定数量的现代化T-72被交付给武装部队，其中包括T-72AMT。据军事估计，当年2月至4月期间公开宣布交付8辆AMT。
截至2022年初，乌克兰已生产至少47辆T-72AMT。

## 型号

### 2018型
T-72AMT得到如下改进:
- 第三代夜视镜；
- 后视摄像头；
- 夜视仪1K13-49，[14]可发射战斗反坦克导弹；
- 以V-84-1发动机替换了V-46发动机；
- 利刃ERA[14]和笼式装甲（英语：Slat armor）；[15]
- 阿瑟尔桑广播电台或Lybid' K-2RB（烏克蘭語：Либідь-К-2РБ）；[14]
- 导航系统SN-3003玄武岩（烏克蘭語：Оризон-Навігація）；
- 与T-80系列类似，履带上带有铰链、引导滚轮和折叠护罩的平行系统；
- 类似于T-64上的远程高射机枪（烏克蘭語：Зенітний кулемет）；[14]

### 2022型
2023年3月，在第3坦克旅的驻地中发现了该坦克的“动员”（羅馬化：mobilizatsiynyy）型号，其与基本型号不同，存在许多改进和简化：
- 没有月球（羅馬化：Luna）红外探照灯，可能是由于安装了不需要照明的更现代的夜视仪—例如TPN-1-49-23UM（烏克蘭語：ТПН-1-49-23УМ）；
- T-72开放式机枪安装标准；
- 标准T-72履带，带有顺序铰链系统；

也许这个型号是老式T-72A和T-72M1的更新版。T-72A原先保存在乌克兰，可以修复，而后者由波兰和捷克在俄乌战争期间对乌军援清单的框架下移交。

## 战斗记录
T-72AMT主战坦克参加了2022年俄罗斯入侵乌克兰期间的战事。据报道，截至2023年4月损失约15辆。
2023年4月，据悉一批T-72AMT被交付给第22机械化旅。

## 相册

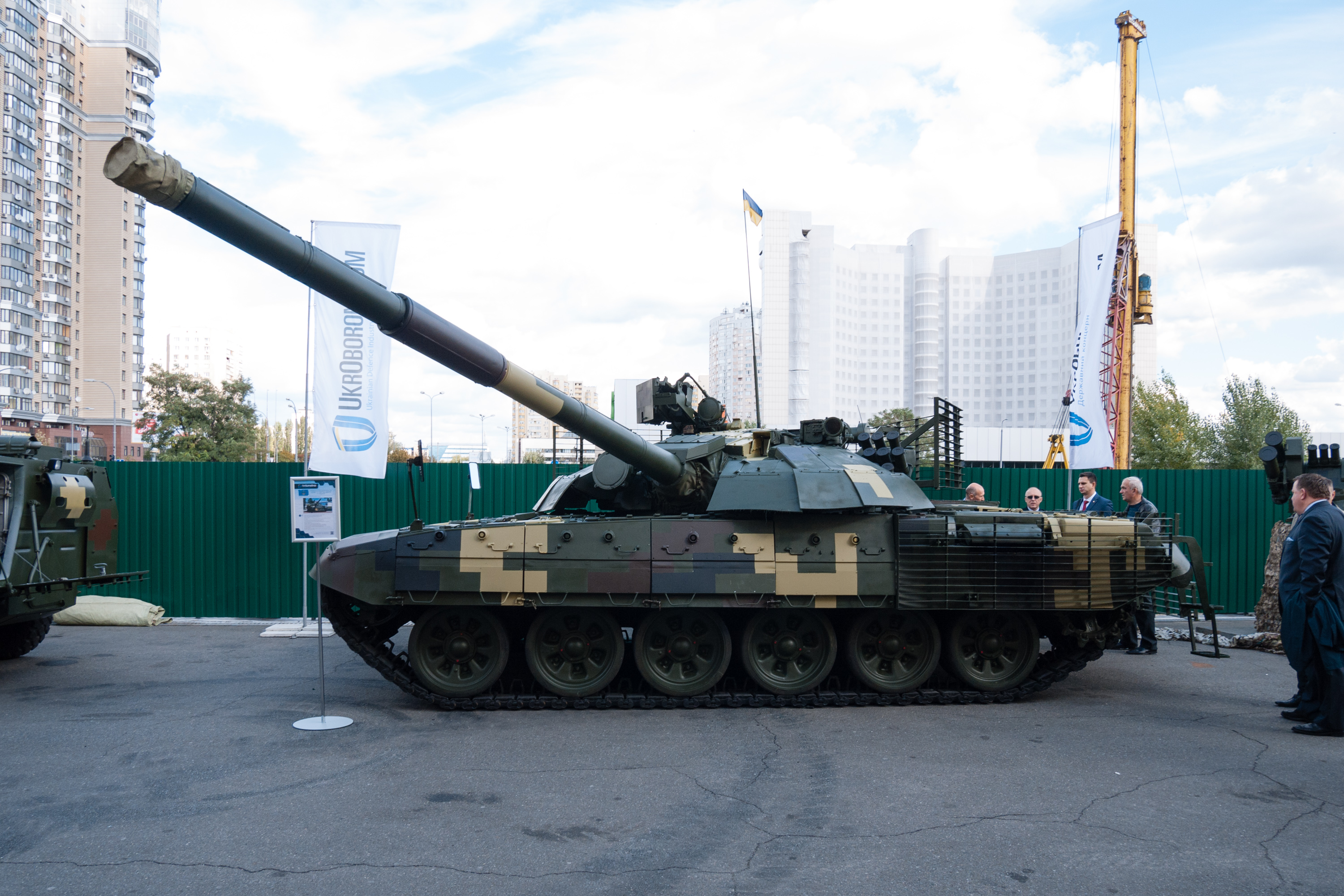
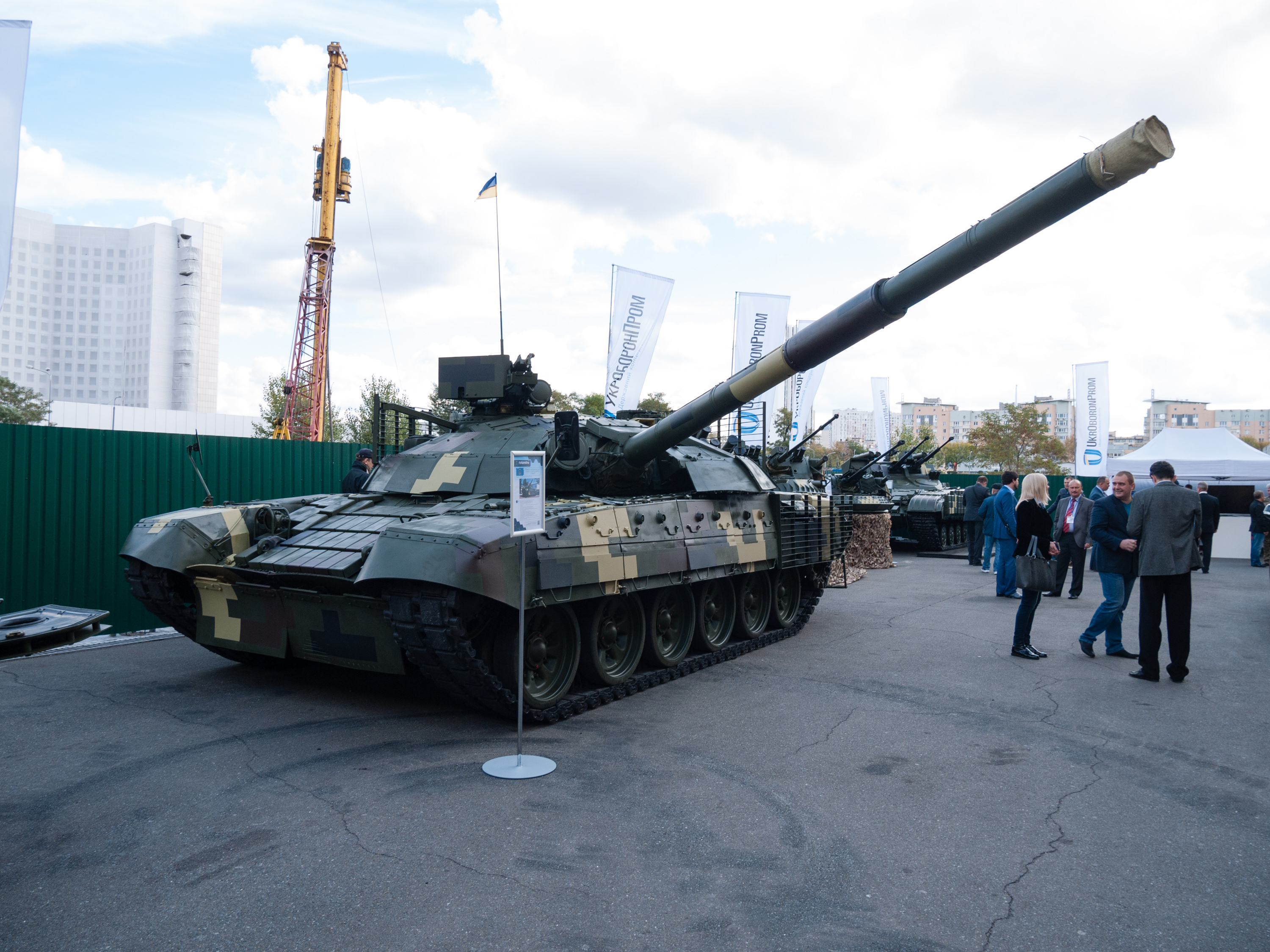
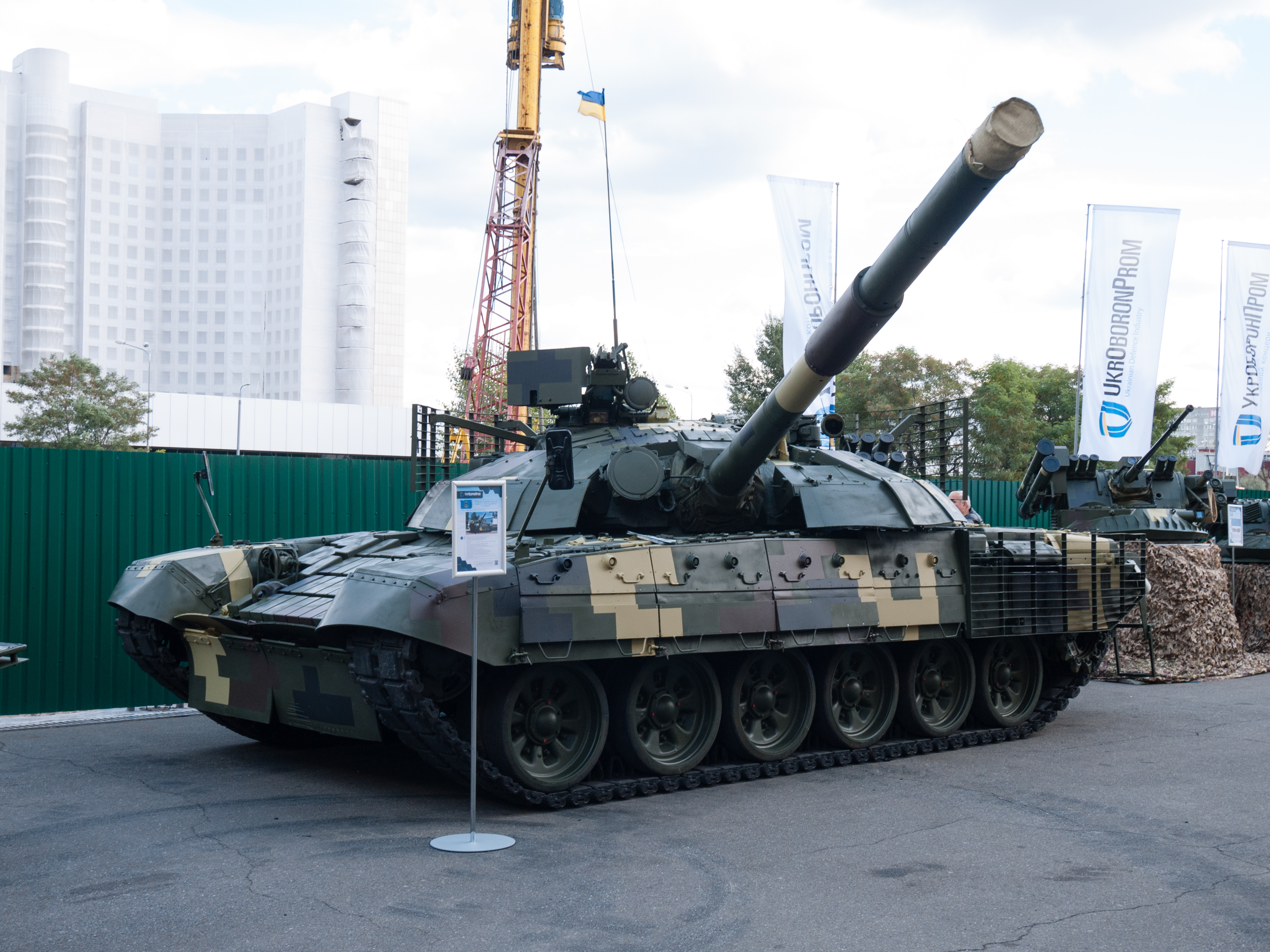
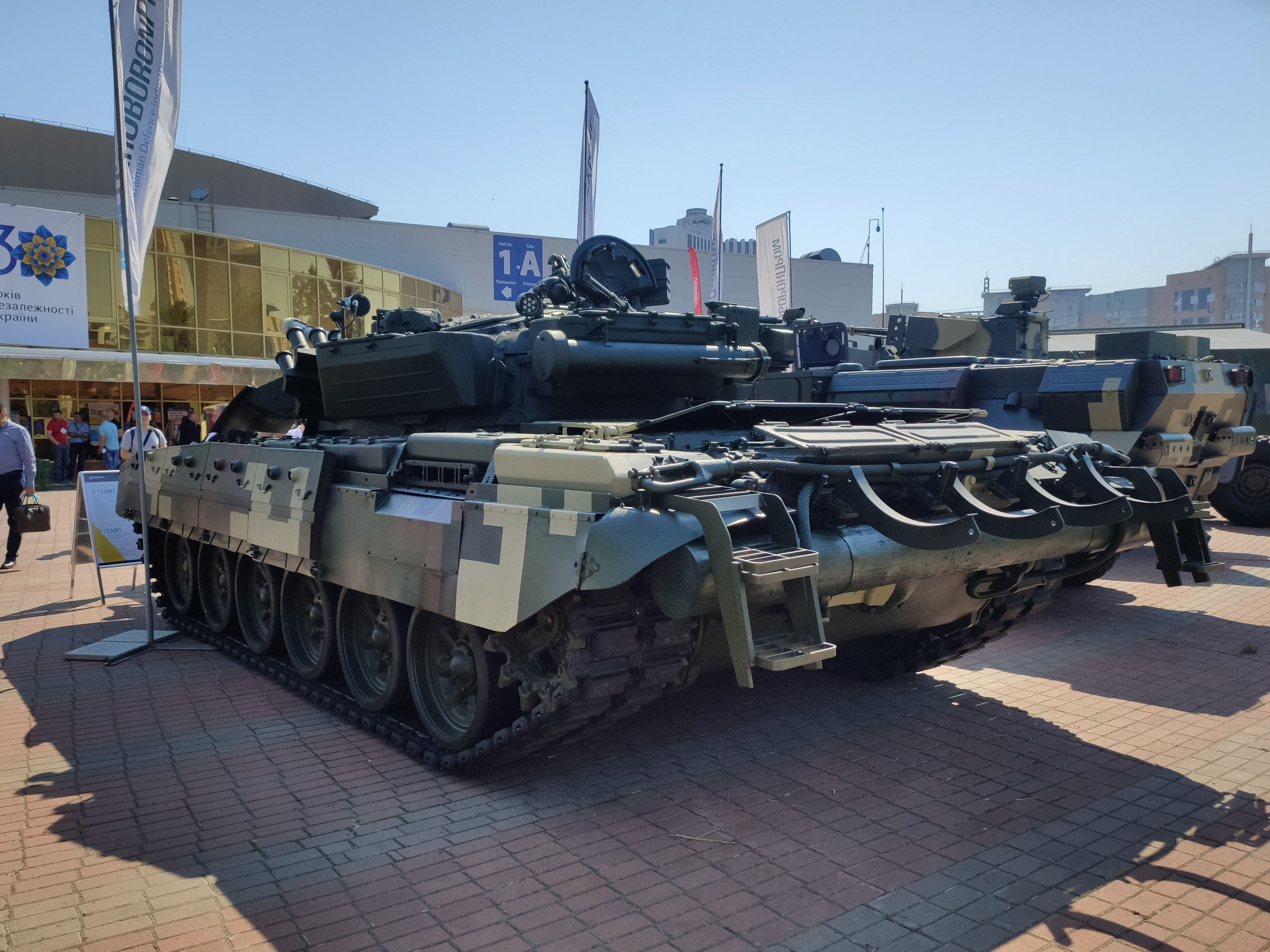

## 使用方
- 乌克兰—乌克兰陆军，47辆，2022年。[13]

## 文献
- 藤原纯佳. . 军事研究（日语：軍事研究 (雑誌)）別冊号 (ジャパン・ミリタリー・レビュー). 2023-01-01: 114-127. ISSN 0533-6716 （日语）.
- 国际战略研究所. . 劳特利奇. 2022: 528. ISBN 9781032279008.